# Тжебински, Альфред
Альфред Альбрехт Йозеф Тжебински (нем. Alfred Albrecht Josef Trzebinski; 29 августа 1902, Ютрошин, Германская империя — 8 октября 1946, Хамельн) — гауптштурмфюрер СС, врач в концлагерях Освенцим, Майданек и Нойенгамме.

## Биография
Альфред Тжебински родился 29 августа 1902 года в семье учителя средней школы. После окончания школы изучал медицину в университетах Бреслау и Грайфсвальда. В 1928 году защитил диссертацию на тему Паралич лица при свежем необработанном сифилисе и стал доктором медицинских наук. По окончании учёбы и разрешении на медицинскую практику он работал сельским врачом в Саксонии. В 1933 году женился на своей сокурснице, у супругов родилась дочь.
В сентябре 1932 года был зачислен в ряды СС (№ 133574). В феврале 1933 года вступил в НСДАП (билет № 1447570). В 1938 году был почётным руководителем санитарного эшелона 91-го штандарта СС в Торгау. В рядах СС в 1943 году достиг звания гауптштурмфюрера.
После начала Второй мировой войны был призван в вермахт, где в 1937 году проходил двухмесячную службу. В мае 1941 года был переведён в Войска СС. С июля 1941 года был врачом в концлагере Освенцим, а с осени 1941 года — врачом в концлагере Майданек. С апреля 1942 года занимал должность гарнизонного врача СС в концлагере Майданек и в конце этого же года заразился сыпным тифом.
В 1943 году был переведён в концлагерь Нойенгамме, где до расформирования лагеря в конце апреля 1945 года был гарнизонным врачом. После выздоровления он, вероятно, с 20 февраля 1943 года находился на этой должности. Вскоре после окончания войны внимание общественности привлекло убийство 20 еврейских детей в подвале школы Bullenhuser Damm в Ротенбургсорте в ночь с 20 на 21 апреля 1945 года. Дети в возрасте с пяти до двенадцати лет были доставлены из Освенцима в Нойенгамме по просьбе доктора Курта Хайсмаера. После того как Хайсмаер ужё провёл эксперименты над советскими военнопленными дети были заражены туберкулёзом. Затем были изъяты образцы ткани для разработки вакцины. Чтобы устранить свидетелей этого преступления обергруппенфюрер СС Освальд Поль из Берлина приказал «распустить» отделение Хайсмаера. В подвале школы Тжебински вводил детям морфий, а затем при соучастии Йохана Фрама и Арнольда Штриппеля они были повешены на отопительных трубах. Вместе с детьми были убиты четверо воспитателей и 20 советских военнопленных. После войны Тжебински описывал инъекции морфия как «акт милосердия».

### После войны
По окончании войны Тжебински скрылся в Хузуме. Потом он инкогнито работал военным врачом в британской армии в лагере в Ноймюнстере, а затем в военном лазарете в Гамбурге. В лагере в Хезедорфе он также работал военным врачом. Кроме того, в Хезедорфе он приобрёл жильё и переехал туда вместе с женой и дочерью. 1 февраля 1946 года он был арестован и передан в лагерь для интернированных близ Вестертимке. Во время заключения написал дневник под заголовком «Я», который до сих пор не был опубликован. 18 марта 1946 года на главном процессе по делу о преступлениях в концлагере Ноейнгамме ему было предъявлено обвинение в соучастии в преступлении в школе Bullenhuser Damm. 3 мая 1946 года он был приговорён к смертной казни через повешение. 8 октября 1946 года приговор был приведён в исполнение в тюрьме Хамельна.